# Papilio lampsacus
Papilio lampsacus är en fjärilsart som beskrevs av Jean Baptiste Boisduval 1836. Papilio lampsacus ingår i släktet Papilio och familjen riddarfjärilar. Inga underarter finns listade i Catalogue of Life.